# Pacta praetoria
Pacta praetoria – w prawie rzymskim umowy zawarte nieformalnie (w przeciwieństwie do kontraktów zawartych z zachowaniem przewidzianych formalności) wyposażone wskutek zaskarżalności (w przeciwieństwie do pozbawionych tej możliwości umów zwanych pacta nuda) przez chronienie ich w edykcie pretorskim.
Do umów tych zaliczano:
- Receptum arbitri - umowa uczestników sporu z sędzią polubownym (zwanym  arbiter) mającym rozsądzić ich spór.
- Receptum nautarum, cauponum, stabulariorum - odpowiedzialność właścicieli statków, oberży i stajni zajezdnych za rzeczy powierzone ich opiece przez podróżnych.
- Receptum argentarii - umowa bankiera (argentarius), zobowiązującego się zapłacić istniejący lub przyszły dług swego klienta (p. actio recepticia).